# Alegorie živlů (Lysá nad Labem)
Alegorické sochy živlů jsou rozmístěny na soklech severního schodiště v zámeckém parku v Lysé nad Labem. Autorem těchto soch je dílna Matyáše Bernarda Brauna, konkrétně „Sochař z Benátek", jímž by mohl být snad František Adámek. Tyto barokní sochy vznikly v rozmezí let 1734–1735. Sochy jsou vysochány do jemnozrnného pískovce bílé barvy s drobnými okrovými skvrnami. Pro ztvárnění alegorických postav Vody, Země, Vzduchu a Ohně byly vybrány baculaté usměvavé dětské postavičky, jejichž hlavu zdobí půvabné kudrnaté kadeře. Soubor soch je součástí památkově chráněného zámeckého areálu.

## Alegorická socha Země
Alegorická postavička Země je zobrazena s rýčem. Rýč postavička přidržuje oběma rukama a obdělává s ním půdu. Země je zde ztvárněna modelem zeměkoule. Usměvavé dítko je oděno do pláště, jenž přidržuje přes prsa jdoucí páska. Plášť zakrývá zadní stranu figury od ramen až po lýtka. Drapérie pláště vytváří množství drobných i větších miskovitých záhybů a jako taková působí těžkopádným až tuhým dojmem.

## Alegorická socha Oheň
Alegorická socha Ohně zaujímá postoj s pravou zasunutou nohou a levou silně nakročenou. V postoji putti můžeme spatřit extrémní zalomení v levém koleni. Za levou nakročenou nohou dětské figury nalezneme ohřívadlo, dekorované prokrajovanými hvězdami a dírkami. Z této nádoby šlehají plameny, až k levé ruce postavičky. Pravou mírně zdviženou rukou alegorie gestikuluje, snad abychom byli ostražití před ohněm.  Touto rukou také přidržuje plášť. Mohutná drapérie zakrývá klín a záda Ohně a vytváří velké množství miskovitých záhybů. 

## Alegorická socha Vzduch
Alegorická plastika Vzduchu zaujímá složitý postoj kombinující taneční nakročení s barokní modifikací kontrapostu. Na její pravé podložené a odlehčené noze, můžeme spatřit nepřirozenou manýru, projevující se v extrémním zalomením v pravém koleni a v partiích kyčlí. Mezi nohama  nalezneme zástupce z ptačí říše. Bašta jej identifikuje jakožto holubici. Pravdu ale bude mít spíše Kořínková, která okřídleného tvora vylíčila jako krále ovzduší, orla.  Orel zde také nahrazuje funkci plášťů, jenž zakrývaly u ostatních soch intimní partie klína. U alegorie Vzduchu zahaluje rozkrok hlava opeřence. Dětská postavička dále pravou rukou přidržuje dmychadlo, způsobující takový vichr, že si figura musí levou rukou přidržovat vzdouvající se drapérii. Vlající plášť svou modelací připomíná duchcovskou Niké z roku 1737.  Síla větru se projevuje ještě také v rozevlátých kudrnatých kadeřích. V zámecké zahradě dnes můžeme obdivovat pouze kopii alegorie Vzduchu. Ta byla provedena sochařem Jiřím Novákem v 50. letech 20. století.

## Alegorická socha Voda
Posledním živlem v souboru je Voda. Baculatá figura překračuje velkou rybu, která se nachází mezi jejíma nohama. Ivo Kořán v rybě spatřuje delfína, na kterého putti nasedá.  Kudrnatá postava levou rukou přidržuje mušli. Na zadní straně vedle levé nohy Vody bují vodní rostlina, která sahá do takové výše, aby zakryla zepředu rozkrok putti a zezadu jeho hýždě. Bašta v této souvislosti uvádí analogii s plastikou světlonošů z roku 1727 ze schodiště Velkopřevorského paláce v Praze, se kterou spojuje lyskou alegorii modelace obličeje, a to sice konkrétně plasticita vrtaných vlasů a buclaté tváře s drobnou pusinkou.

## Fotogalerie

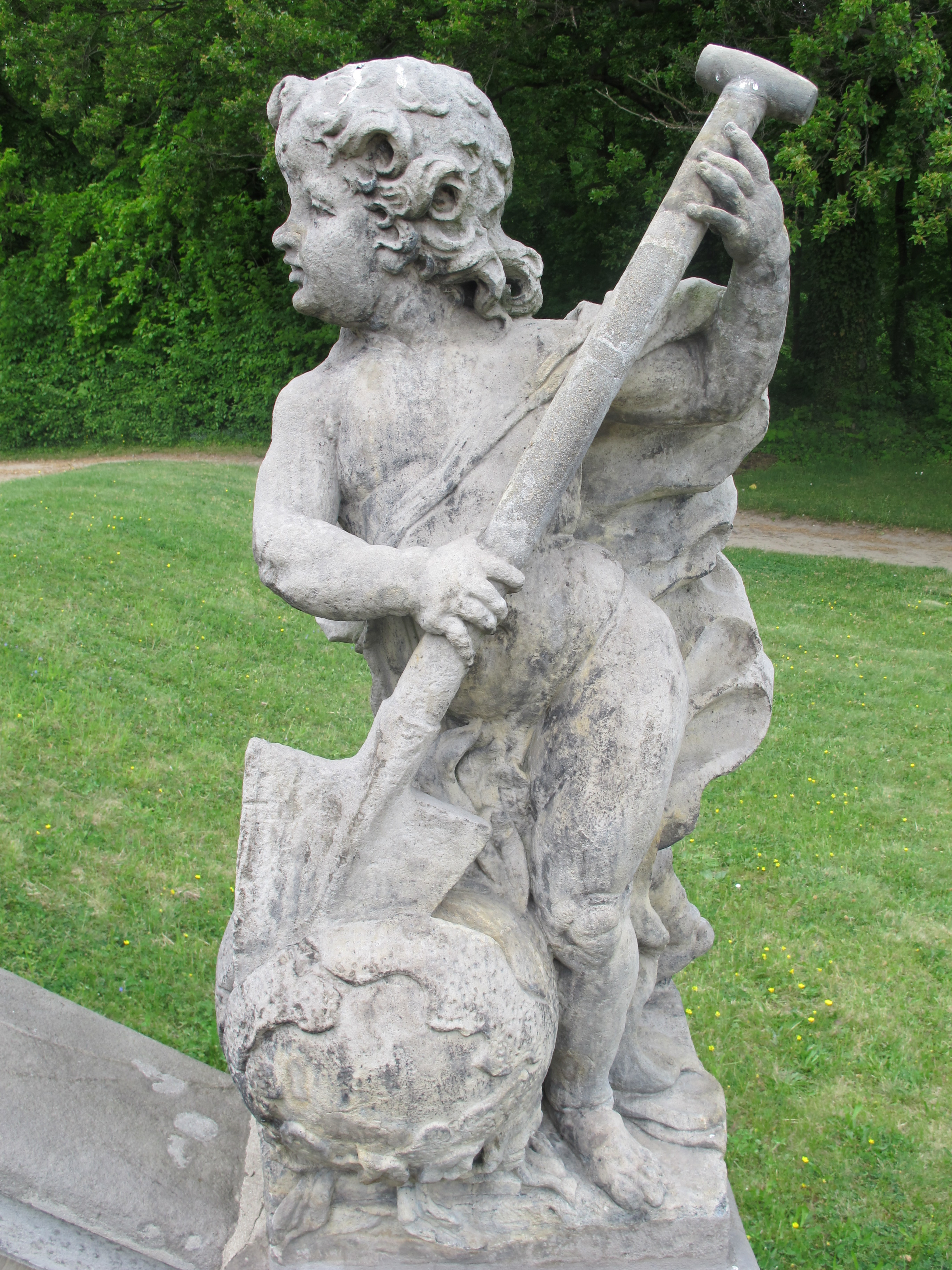
Alegorická socha Země.
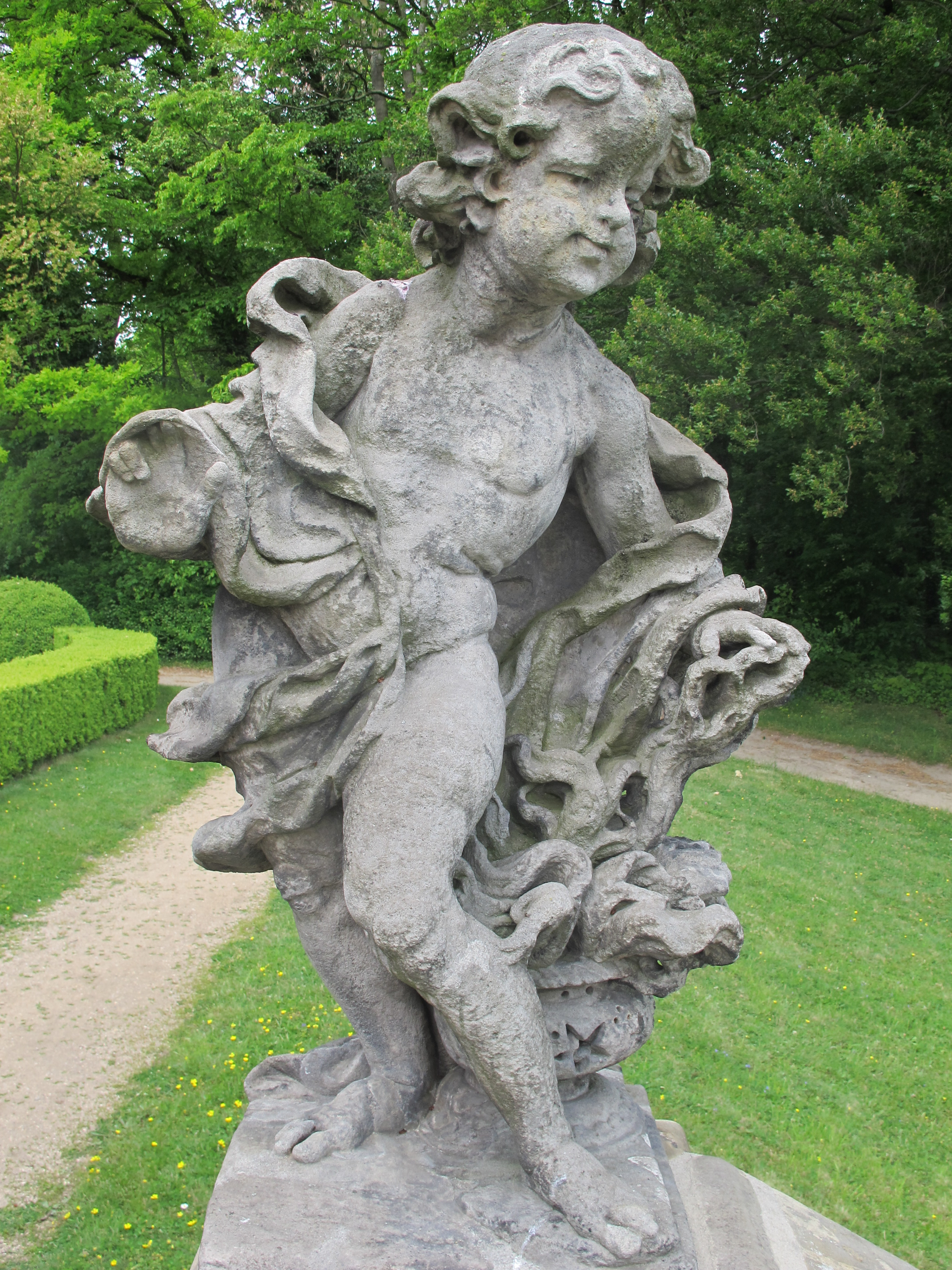
Alegorická socha Oheň.
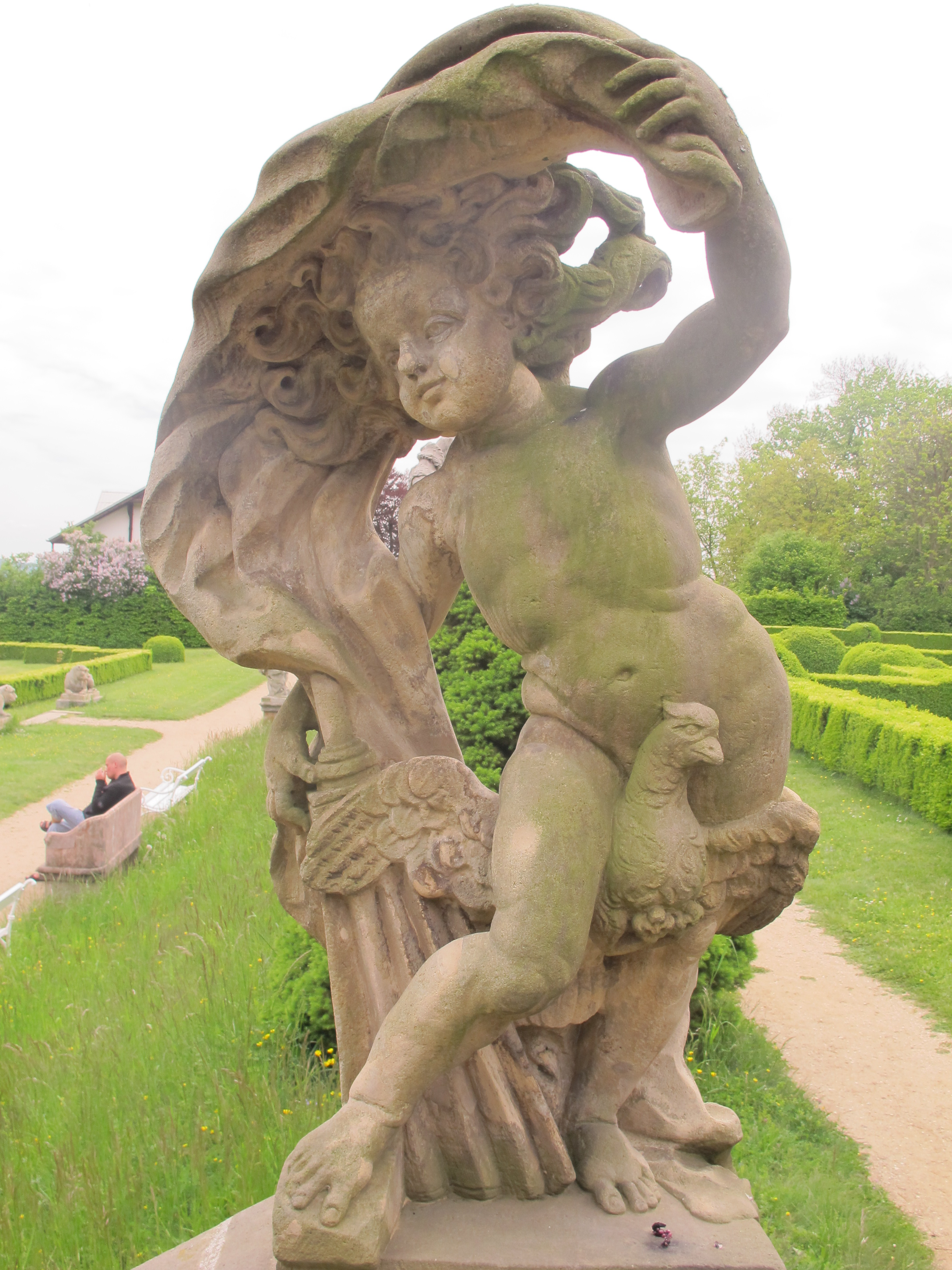
Alegorická socha Vzduch.
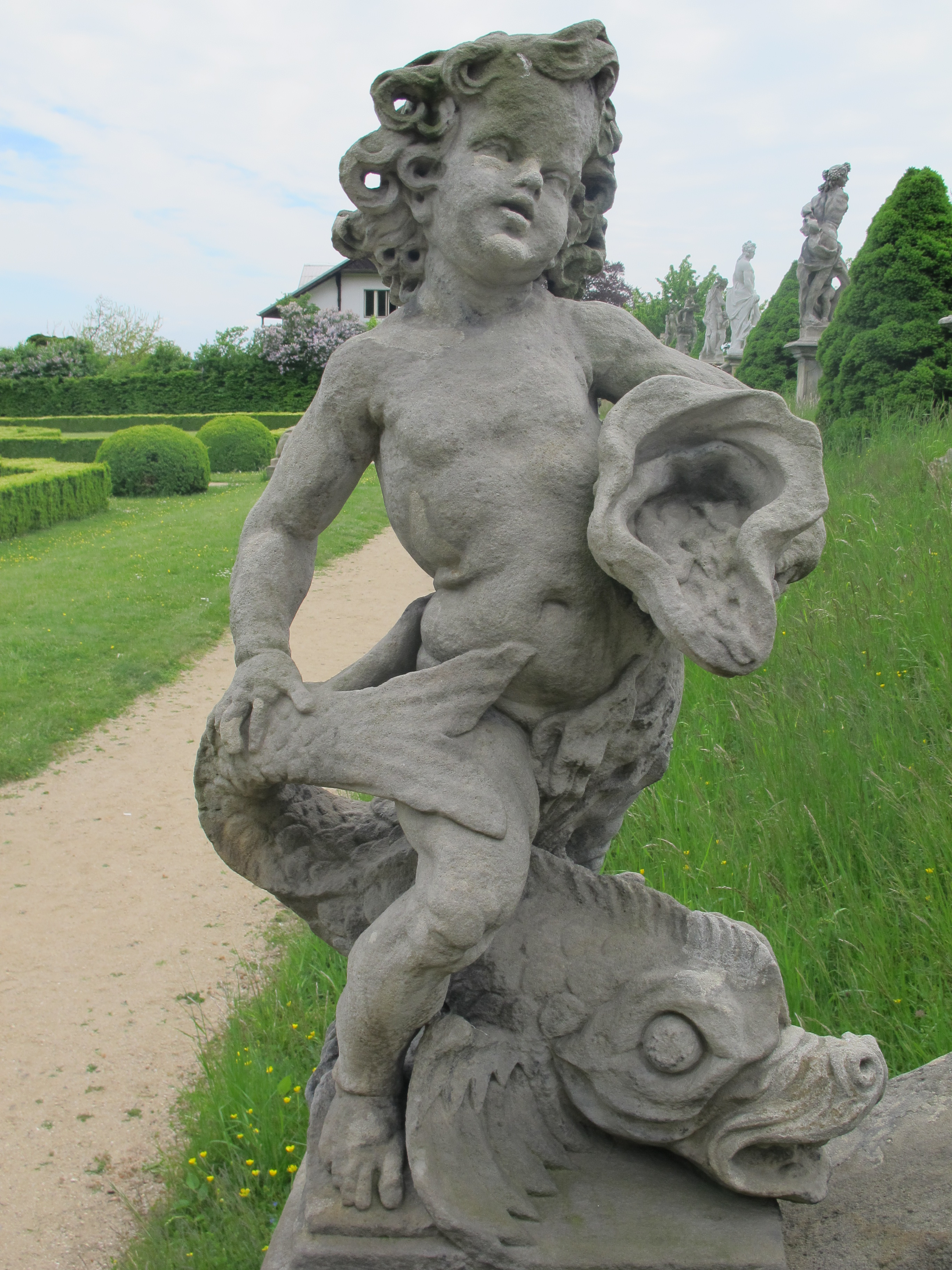
Alegorická socha Voda.